# Annalisa Pannarale
Anna Lucia Lisa Pannarale detta Annalisa (Triggiano, 13 marzo 1976) è una politica italiana.

## Biografia
Maturità scientifica, ha frequentato la Facoltà di Lettere Moderne.
Ha una figlia nata nel 2002 e un figlio nato nel 2017.

### Attività politica
Alle elezioni amministrative del 2001 si candida a sindaco per il comune di Triggiano, sostenuta da Rifondazione Comunista; riceve il 4,54% dei voti senza risultare eletta. Alle elezioni provinciali del 2004 è candidata consigliera nel collegio uninominale di Triggiano a sostegno di Vincenzo Divella con Rifondazione: ottiene il 3,63% dei voti, insufficienti per l'ingresso in consiglio provinciale. Nel 2007 viene nominata segretaria provinciale del PRC a Bari.
Nel 2009 segue Nichi Vendola nella scissione del PRC, aderendo quindi alla neonata Sinistra Ecologia Libertà. Nel 2010 diviene segretaria regionale di Sinistra Ecologia Libertà in Puglia.
Alle elezioni politiche del 2013 è candidata alla Camera dei Deputati, nella circoscrizione Puglia, nelle liste di Sinistra Ecologia Libertà (in terza posizione), venendo eletta deputato della XVII Legislatura. Il 21 marzo 2013 viene eletta Segretario di Presidenza della Camera (in rappresentanza del gruppo parlamentare di SEL), carica dalla quale si dimette il 31 ottobre 2014 poiché divenuta vicecapogruppo di SEL alla Camera.
Il 17 dicembre 2016, con lo scioglimento di Sinistra Ecologia Libertà, confluisce in Sinistra Italiana.
Torna nuovamente a ricoprire la carica di Segretario di Presidenza della Camera dei Deputati il 24 maggio 2017, quando viene rieletta in rappresentanza del gruppo parlamentare "Sinistra Italiana-Sinistra Ecologia Libertà-Possibile".
Alle elezioni politiche del 2018 è candidata al Senato della Repubblica con Liberi e Uguali senza essere eletta.